# 4855 Tenpyou
A 4855 Tenpyou (ideiglenes jelöléssel 1982 VM5) a Naprendszer kisbolygóövében található aszteroida. Hiroki Kosai,  Kiichiro Hurukawa fedezte fel 1982. november 14-én.